# Найроби (станция)
Найро́би — железнодорожная станция в городе Найроби, на Угандийской железной дороге, идущей от морского порта Момбасы в Кисуму, порт на озере Виктория.

## История

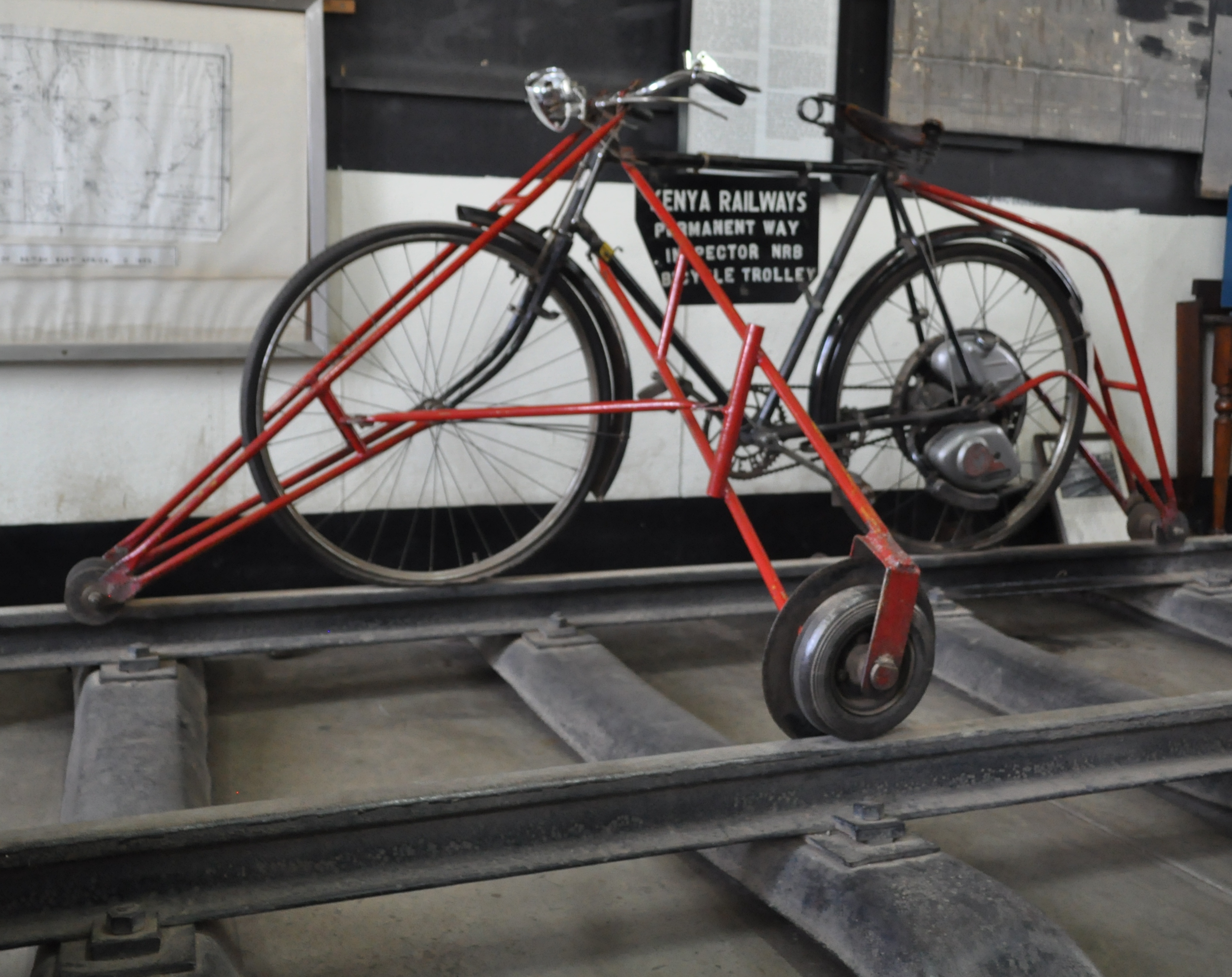
Рельсовый велосипед инспектора железных дорог Найроби

Станция была сооружена в болотистой местности вне населённых пунктов в 1899 году в ходе строительства железнодорожной линии из Момбасы в Кампалу. Довольно быстро вокруг станции вырос город Найроби, который уже в 1905 году стал столицей Колонии и Протектората Кения.
В 1971 году на территории станции открыт Железнодорожный музей Найроби.
Станция используется как для организации пассажирского движения, так и для грузовых железнодорожных перевозок.

## Пассажирское сообщение
В настоящее время пассажирское сообщение действует только между Найроби и Момбасой. Поезда ходят три раза в неделю (из Момбасы во вторник, четверг и воскресенье; из Найроби в понедельник, среду и пятницу). Промежуточные остановки предусмотрены в городах Вои, Мтито Андеи и Макинду.
Поезда в Кисуму временно не ходят с мая 2012 года.